# SOX9
Le SOX9 est un facteur de transcription. Son gène est SOX9 porté sur le chromosome 17 humain.

## Rôles
Avec le SOX6 et le SOX5, il favorise la différenciation des chondrocytes et la formation des cartilages.
Il intervient dans l'embryogenèse cardiaque, en particulier au niveau des valves. Chez l'adulte, il protégerait contre la calcification de ces dernières.

## En médecine
Une mutation du gène entraîne une dysplasie testiculaire chez les patients de caryotype XX, avec pour conséquence, une intersexuation. Il peut être également responsable de la dysplasie campomélique.